# Simon Robert Naali
Simon Robert Naali (* 9. März 1966; † 13. August 1994 in Moshi, Tansania) war ein tansanischer Mittel- aber vor allem Langstreckenläufer und unter anderem Teilnehmer der Olympischen Sommerspiele 1992 in Barcelona. Er starb im Alter von 28 Jahren an den Folgen eines Unfalls mit Fahrerflucht in seiner tansanischen Heimat. Er hat vier Brüder, die während ihrer aktiven Zeit allesamt in Laufdisziplinen antraten.
Der Zweitälteste Thomas Robert Naali, ein Gefängniswärter, war ebenso als Langstreckenläufer erfolgreich, der drittälteste Bruder Egbert Robert Naali war in der Halbmarathondisziplin aktiv. Der jüngste Bruder, der rund sechs Jahre jüngere Francis Robert Naali, ist ebenfalls Langstreckenläufer und gewann unter anderem eine Goldmedaille bei den Commonwealth Games 2002. Mit der am 29. Dezember 1992 geborenen Mary Naali ist ein Nachkomme der Naali-Familie ebenfalls bereits tief in den Laufsport integriert.

## Karriere
1987 gewann Naali den Marathon von Daressalam mit einer Zeit von 2:11:38, allerdings ist über die exakte Distanz des Laufes nichts Näheres bekannt. Bereits vor seiner Karriere als Marathonläufer war der junge Tansanier als Mittelstreckenläufer im Einsatz, wobei er unter anderem im Jahre 1989 als erster Afrikaner den Halbmarathon Göteborgsvarvet gewinnen konnte, den in den Jahren darauf auch zwei seiner Brüder gewinnen konnten. Außerdem gewann er am 12. März 1989 den von 1985 bis 2004 ausgetragenen Mount-Meru-Marathon mit einer Zeit von 2:14:40. Seinen ersten namhafteren Marathon absolvierte Simon Robert Naali, in seiner Heimat als Polizist tätig und bereits Vater von drei Kindern, im Jahre 1989. Beim Honolulu-Marathon gewann er mit einer Zeit von 2:11:47 und gilt noch bis heute als einer der schnellsten Läufer dieser Veranstaltung. Dabei schaffte er nur knapp keinen neuen Streckenrekord, den Ibrahim Hussein drei Jahre zuvor mit einer Zeit von 2:11:43 aufgestellt hatte. Erst 2004 wurde vom Kenianer Jimmy Muindi mit einer Zeit von 2:11:12 ein neuer Rekord aufgestellt. Ab dieser Zeit zählte Robert Naali zu den besten Marathonläufern der Welt, was er auch in den Folgejahren unter Beweis stellte. Bei den Commonwealth Games 1990 schaffte er es mit elf Sekunden Rückstand auf den Erstplatzierten hinter Douglas Wakiihuri (1.) und Steve Moneghetti (2.) nur auf den dritten Platz und die damit verbundene Bronzemedaille. Seine dabei aufgestellten 2:10:38 sollten seine persönliche Bestzeit bleiben.
Am 16. April 1990 nahm er unter anderem am Boston-Marathon teil, wo er sich über einen längeren Zeitraum in dem von seinem Landsmann Juma Ikangaa angeführten Spitzenfeld aufhielt, dann allerdings zurückfiel und keine Aussichten mehr auf das Podium hatte. Beim Stockholm-Marathon des gleichen Jahres konnte sich Robert Naali allerdings gegen das restliche Feld durchsetzen und gewann den Lauf mit einer Zeit von 2:13:04 vor José C. Santana und dem späteren zweifachen Gewinner dieses Bewerbs Åke Eriksson. Nur wenige Tage davor konnte er bereits den Halbmarathon im norwegischen Sognefjord mit einer Zeit von 1:01:44 für sich entscheiden. Am 19. August 1990 gewann er den 10-km-Straßenlauf von Kopenhagen mit einer Zeit von 28:05; beim Crosslauf Lidingöloppet am 7. Oktober 1990 ging Robert Naali mit einer Zeit von 1:37:45 ebenfalls als Sieger hervor. Auch in diesem Jahr konnte er sich beim Honolulu-Marathon als Sieger durchsetzen, wobei er über die komplette Strecke ein Duell mit seinem jüngeren Bruder Thomas bestritt, das er schließlich in den letzten 500 Meter vor dem Ziel für sich entscheiden konnte und mit einer Zeit von 2:17:29 ins Ziel einlief. Dies war bereits das dritte Kopf-an-Kopf-Rennen in einem internationalen Lauf der beiden Brüder in diesem Jahr; Thomas kam in diesem Lauf 34 Sekunden nach seinem älteren Bruder ins Ziel.
Beim Honolulu-Marathon des Folgejahres konnte Robert Naali seinen Titel nicht mehr verteidigen und schloss das Rennen, nachdem er kurz vor der Ziellinie noch den Waliser Steve Jones überholt hatte, mit 19 Sekunden Rückstand auf den Kenianer Benson Masya, der seinen ersten Marathon lief, auf dem zweiten Platz ab. Im Jahre 2000 wurde Simon Robert Naali, der zu diesem Zeitpunkt noch die zweitschnellste Zeit in diesem Wettbewerb innehatte, in die Hall-of-Fame des Honolulu-Marathon aufgenommen. Die Auszeichnung wurde stellvertretend, wider Erwarten durch einen seiner jüngeren Brüder, durch den ehemaligen tansanischen Mittelstrecken- und Hindernisläufer Filbert Bayi entgegengenommen. Entgegen einigen Berichten, die behaupten, Simon Robert Naali habe den Great South Run 1991 gewonnen, war es sein jüngerer Bruder Thomas, der den Lauf mit einer Zeit von 47:11 für sich entscheiden konnte. Einen weiteren Erfolg im Jahre 1991 konnte er mit dem Sieg beim Trierer Stadtlauf (Halbmarathon) verzeichnen, welchen er mit einer Zeit von 1:04:10 für sich entschied. Am 24. August 1991 gewann er nach 1989 und 1990 zum dritten Mal in Folge den Stockholmsloppet, den Halbmarathon von Stockholm. Mit einer Zeit von 46:56 konnte Robert Naali das 10-Meilen-Straßenrennen von Zaandam am 29. September 1991 gewinnen; diesen Erfolg konnte er rund zwei Jahre später am 19. September 1993 beim selben Event wiederholen, als er mit einer Zeit von 47:01 gewann.
Im Jahre 1992 vertrat der damals 26-jährige Tansanier sein Heimatland bei den Olympischen Sommerspielen 1992 in Barcelona. Beim finalen Marathonlauf, der im rund 30 Kilometer entfernten Mataró stattfand, konnte sich Robert Naali nicht durchsetzen und war nicht fähig das Rennen zu beenden. Zur Vorbereitung auf die Olympischen Spiele nahm Robert Naali in diesem Jahr unter anderem auch erneut am Boston-Marathon teil. Ein Jahr später schloss er den Rotterdam-Marathon des Jahres 1993 mit einer Zeit von 2:11:44 mit 38 Sekunden Rückstand auf den Mexikaner Dionicio Cerón und 14 Sekunden Vorsprung auf den Finnen Harri Hänninen auf dem zweiten Rang ab. Bei den Leichtathletik-Weltmeisterschaften 1993 in Stuttgart war Simon Robert Naali und sein Bruder Thomas ebenfalls beteiligt. Während der ältere der beiden Brüder das Rennen mit einer Zeit von 2:19:30 auf dem elften Rang abschloss, konnte der jüngere Bruder den Lauf nicht beenden. Mit Juma Ikangaa nahm in diesem Jahr auch ein dritter Tansanier am Marathon-Bewerb der Weltmeisterschaften teil. Noch vor den Weltmeisterschaften nahm Simon Robert Naali unter anderem an den Tilburg Ten Miles, der ersten Austragung dieses Bewerbes, teil und ging dabei mit einer Zeit von 48:15 als Sieger hervor. Noch im Jahr 1993 gewann der Tansanier den Marathon im französischen Rouen mit einer Zeit von 2:15:43; sein letztes größeres Event in diesem Jahr.
Bei einem Unfall mit Fahrerflucht am 11. August 1994 in Moshi, am südlichen Hang des Kilimanjaro, erlitt Robert Naali Kopfverletzungen, die anfangs nicht besonders ernst schienen. Da in Tansania allerdings auf 10.000 Patienten nur ein Arzt kommt, wurde seine Verletzung auch nicht behandelt. Zwei Tage später erlag er schließlich den Folgen dieser Verletzung. Nicht einmal drei Monate zuvor war er noch beim 10-Meilen-Straßenlauf von Tilburg im Einsatz und konnte den Lauf mit einer Zeit von 47:10 für sich entscheiden.
In seiner Heimat galt Simon Robert Naali als sehr spendabel und als Förderer seines Sports; so soll er seine jüngeren Brüder und andere lokale Athleten laufend unterstützt haben und ihnen des Öfteren Laufschuhe geschenkt haben.